# Медвянчик великий
Медвя́нчик великий (Melipotes ater) — вид горобцеподібних птахів родини медолюбових (Meliphagidae). Ендемік Папуа Нової Гвінеї.

## Поширення і екологія
Великі медвянчики є ендеміками півострова Гуон на північному сході Нової Гвінеї. Вони живуть у вологих гірських тропічних лісах. Зустрічаються на висоті від 1200 до 3300 м над рівнем моря.